# Ali bin Hischam
Ali bin Hischam (geb. im 8. Jahrhundert, gest. 832/833) war ein arabischer Fürst und Vertrauter des siebten Abbasiden-Kalifen al-Ma'mun (786–833, reg. 813–833).

## Leben
Ali bin Hischam war ein Fürst und hoher Offizier zur Zeit des siebten Abbasiden-Kalifen al-Ma'mun (786–833, reg. 813–833) und zudem dessen Vertrauter und Trinkgefährte. Er starb 832/833.
Ali bin Hischam besaß mehrere Sängersklavinnen, darunter Badhl, Murad und Mutaiyam al-Haschimiya (gest. 838). Von Mutaiyam al-Haschimiya hatte er mehrere Söhne; sie erlangte nach seinem Tod als Umm al-Walad die Freiheit und sang zuletzt für den Kalifen al-Ma'mun.

## Rezeption
Als Besitzer der Sängersklavinnen Badhl, Murad und Mutaiyam al-Haschimiya (gest. 838) wird Ali bin Hischam in der klassisch-arabischen Literatur unter anderem in den Werken von Abū l-Faradsch al-Isfahānī (897–967) und Ibn Fadlallah al-Umaris (1301–1349) Masālik al-abṣār fī mamālik al-amṣār erwähnt.

### Arabische Primärquellen
- Abū l-Faradsch al-Isfahānī (897–967): Kitab al-Aghani (Das Buch der Lieder)
- Abū l-Faradsch al-Isfahānī (897–967): Qiyān – The Concubines (Kitāb al-Imāʾ aš-šawāʿir; كتاب الإماء الشواعر / ‚Das Buch der Dichtersklavinnen‘), Riad El-Rayyes Books Ltd., London 1989, ISBN 1-85513-020-3
- Ibn Fadlallah al-Umari (1301–1349): Masālik al-abṣār fī mamālik al-amṣār. Ins Deutsche übersetzt von Yasemin Gökpinar: Höfische Musikkultur im Klassischen Islam – Ibn Faḍlallāh Al-ʻUmarī (gest. 749/1349) über die dichterische und musikalische Kunst der Sängersklavinnen, Brill, Boston 2019.

### Sekundärliteratur
- Fuad Matthew Caswell: The Slave Girls of Baghdad, I.B. Tauris, London 2011.
- Yasemin Gökpinar: Höfische Musikkultur im Klassischen Islam – Ibn Faḍlallāh Al-ʻUmarī (gest. 749/1349) über die dichterische und musikalische Kunst der Sängersklavinnen, Brill, Boston 2019.